# جی‌دی۲
جی‌دی۲ (به انگلیسی: GD2) یک ترکیب شیمیایی با شناسه پاب‌کم ۶۴۵۰۳۴۶ است. 